# Dyskografia Eda Sheerana
Dyskografia Eda Sheerana, brytyjskiego wokalisty, składa się z sześciu albumów studyjnych, siedemnastu minialbumów, pięćdziesięciu siedmiu singli oraz dwudziestu teledysków.
W styczniu 2011 roku Sheeran podpisał kontrakt płytowy z wytwórnią muzyczną Atlantic Records. Pięć miesięcy później wydany został jego debiutancki singel „The A Team”, który zadebiutował na trzeciej pozycji w notowaniu UK Singles Chart, sprzedając się w pierwszym tygodniu w ilości 57 607 kopii egzemplarzy. Kolejnym singlem został utwór „You Need Me, I Don’t Need You”, który uzyskał status srebrnej płyty w Wielkiej Brytanii.
9 września 2011 roku wydany został debiutancki album studyjny Sheerana, zatytułowany +, który dotarł do szczytu list przebojów w Australii, Irlandii, Nowej Zelandii oraz Wielkiej Brytanii. Kolejnymi singlami z płyty były „Lego House”, „Drunk”, „Small Bump” oraz „Give Me Love”. W 2013 roku Ed nagrał utwór „I See Fire” na ścieżkę dźwiękową do filmu Hobbit: Pustkowie Smauga. Utwór uzyskał status czterokrotnej platynowej płyty w Nowej Zelandii i Szwecji, podwójnej platynowej płyty w Australii, platynowej w Austrii i we Włoszech oraz złotej płyty w Belgii i w Wielkiej Brytanii.
W 2014 wydał swój drugi album studyjny, zatytułowany X, na którym znalazło się dwanaście utworów, w tym single „Sing”, „Don’t”, „Thinking Out Loud” oraz „Photograph”. Rozszerzona wersja płyty została wzbogacona o pięć nowych piosenek, m.in. o singiel „I See Fire”. X stał się najlepiej sprzedającym albumem roku w Wielkiej Brytanii, sprzedając prawie 1,7 miliona egzemplarzy.
3 marca 2017 roku został wydany trzeci album artysty pt. ÷. Krążek promowało pięć singli, z których każdy odniósł ogólnoświatowy sukces komercyjny. Sam album rozszedł się w ponad 7,5 milionach egzemplarzy na całym świecie.
W 2019 roku ukazał się album No.6 Collaborations Project. Dzieło jest kontynuacją minialbumu No. 5 Collaborations Project z 2011roku i zawiera szereg gościnnych występów artystów takich jak Justin Bieber, Camila Cabello, Travis Scott, Eminem, 50 Cent, Cardi B, Skrillex i Bruno Mars.
Piątym albumem studyjnym piosenkarza, został wydany 29 października 2021 roku =. Nowy materiał był promowany przez single „Bad Habits”, „Shivers” i „Overpass Graffiti””.

## Albumy studyjne
| Rok                                                     | Dane dot. albumu | Najwyższe pozycje na listach | Najwyższe pozycje na listach | Najwyższe pozycje na listach | Najwyższe pozycje na listach | Najwyższe pozycje na listach | Najwyższe pozycje na listach | Najwyższe pozycje na listach | Najwyższe pozycje na listach | Najwyższe pozycje na listach | Najwyższe pozycje na listach | Najwyższe pozycje na listach | Najwyższe pozycje na listach | Najwyższe pozycje na listach | Najwyższe pozycje na listach | Najwyższe pozycje na listach | Najwyższe pozycje na listach | Najwyższe pozycje na listach | Najwyższe pozycje na listach | Najwyższe pozycje na listach | Najwyższe pozycje na listach | Najwyższe pozycje na listach | Certyfikat | Sprzedaż                                                                |
| Rok                                                     | Dane dot. albumu | UK                           | AUS                          | AUT                          | BEL (FLA)                    | BEL (WAL)                    | CAN                          | DEN                          | ESP                          | FIN                          | FRA                          | GER                          | IRL                          | ITA                          | NLD                          | NOR                          | NZL                          | POL                          | POR                          | SWE                          | SWI                          | USA                          | Certyfikat | Sprzedaż                                                                |
| ------------------------------------------------------- | --- | ---------------------------- | ---------------------------- | ---------------------------- | ---------------------------- | ---------------------------- | ---------------------------- | ---------------------------- | ---------------------------- | ---------------------------- | ---------------------------- | ---------------------------- | ---------------------------- | ---------------------------- | ---------------------------- | ---------------------------- | ---------------------------- | ---------------------------- | ---------------------------- | ---------------------------- | ---------------------------- | ---------------------------- | --- | ----------------------------------------------------------------------- |
| 2011                                                    | + - Wydany: 9 września 2011 - Wytwórnia: Atlantic Records - Format: CD, digital download                                          | 1                            | 1                            | 21                           | 9                            | 38                           | 5                            | 13                           | 59                           | 45                           | 44                           | 12                           | 1                            | 28                           | 8                            | 11                           | 1                            | 40                           | –                            | 20                           | 2                            | 5                            | - UK: 8× platyna - AUS: 5× platyna - CAN: 2× platyna - FRA: złoto - GER: złoto - IRL: 6× platyna - NZL: 4× platyna - POL: 2x platyna - SWI: złoto - USA: platyna | - UK: 2 400 000+ - USA: 1 210 000+ - POL: 40 000+                       |
| 2014                                                    | × - Wydany: 23 czerwca 2014 - Wytwórnia: Atlantic Records - Format: CD, digital download                                          | 1                            | 1                            | 2                            | 2                            | 8                            | 1                            | 1                            | 10                           | 1                            | 5                            | 1                            | 1                            | 2                            | 1                            | 1                            | 1                            | 2                            | 2                            | 1                            | 1                            | 1                            | - UK: 11× platyna - AUS: 6× platyna - AUT: złoto - CAN: 3× platyna - DEN: platyna - FRA: złoto - GER: 3× złoto - ITA: platyna - NOR: złoto - NZL: 5× platyna - POL: diament - SWE: platyna - SWI: platyna - USA: 2× platyna                                                           | - Świat: 14 000 000+ - UK: 2 134 000+ - USA: 2 170 000+ - POL: 100 000+ |
| 2017                                                    | ÷ - Wydany: 3 marca 2017 - Wytwórnia: Atlantic Records - Format: CD, digital download                                             | 1                            | 1                            | 1                            | 1                            | 1                            | 1                            | 1                            | 1                            | 1                            | 1                            | 1                            | 1                            | 1                            | 1                            | 1                            | 1                            | 1                            | 1                            | 1                            | 1                            | 1                            | - UK: 11x platyna - AUS: diament - AUT: platyna - CAN: 6x platyna - DAN: 5x platyna - FRA: diament - GER: 3x platyna - HUN: 3x platyna - ITL: 3x platyna - JAP: złoto - MEX: złoto - NZL: 6x platyna - POL: diament - SPA: platyna - SWE: 2x platyna - SWI: platyna - USA: 2x platyna | - Świat: 15 800 000+ - UK: 3 300 000+ - USA: 1 490 000+ - POL: 100 000+ |
| 2019                                                    | No 6. Collaborations Project - Wydany: 12 lipca 2019 - Wytwórnia: Atlantic Records - Format: CD, digital download, płyta winylowa | 1                            | 1                            | 1                            | 1                            | 1                            | 1                            | 2                            | 1                            | 1                            | 2                            | 2                            | 1                            | 2                            | 1                            | 1                            | 1                            | 2                            | 1                            | 1                            | 1                            | 1                            | - UK: 2x platyna - AUS: złoto - AUT: platyna - CAN: 3x platyna - DAN: 2x platyna - FRA: platyna - GER: złoto - POL: platyna - USA: platyna | - Świat: 1 100 000+ - UK: 600 000+ - CAN: 240 000+ - POL: 20 000+       |
| 2021                                                    | = - Wydany: 29 października 2021 - Wytwórnia: Atlantic Records - Format: CD, digital download, płyta winylowa                     | 1                            | 1                            | 1                            | 2                            | 1                            | 1                            | 1                            | 1                            | 2                            | 1                            | 1                            | 1                            | 1                            | 1                            | 1                            | 1                            | 3                            | 1                            | 1                            | 1                            | 1                            | - UK: platyna - CAN: platyna - FRA: złotro - ITL: złoto - NZL: złoto - POL: 2x platyna |                                                                         |
| 2023                                                    | - - Wydany: 5 maja 2023 - Wytwórnia: Asylum, Atlantic - Format: CD, digital download, streaming, płyta winylowa                   |                              |                              |                              |                              |                              |                              |                              |                              |                              |                              |                              |                              |                              |                              |                              |                              |                              |                              |                              |                              |                              | |                                                                         |
| „–” oznacza, że album nie był notowany na danej liście. | |                              |                              |                              |                              |                              |                              |                              |                              |                              |                              |                              |                              |                              |                              |                              |                              |                              |                              |                              |                              |                              | |                                                                         |

## Kompilacje
| Rok  | Dane dot. albumu                                                                                   | Najwyższe pozycje na listach | Najwyższe pozycje na listach |
| Rok  | Dane dot. albumu                                                                                   | UK                           | AUS                          |
| ---- | -------------------------------------------------------------------------------------------------- | ---------------------------- | ---------------------------- |
| 2015 | 5 - Wydany: 12 maja 2015 - Wytwórnia: Atlantic Records, Gingerbread Man - Format: digital download | 30                           | 17                           |

## Single

### Jako główny artysta
| 2011                                                     | „The A Team”                                               | 3  | 2  | 19 | 18 | –  | 29 | –  | 44 | –  | 43  | 9  | 3  | –  | 2  | 5 | 3  | –  | 27 | 23 | 16 | - UK: 3x platyna - AUS: 5× platyna - CAN: 3× platyna - GER: złoto - ITA: złoto - NOR: 2× platyna - NZL: platyna - SWE: platyna - SWI: platyna - USA: 5× platyna | +                                                               |
| 2011                                                     | „You Need Me, I Don’t Need You”                            | 4  | 74 | –  | –  | –  | –  | –  | –  | –  | –   | –  | 19 | –  | –  | – | –  | –  | –  | –  | –  | - UK: platyna | +                                                               |
| 2011                                                     | „Lego House”                                               | 5  | 4  | 59 | 6  | –  | 54 | –  | –  | –  | –   | 51 | 5  | –  | 25 | – | 5  | –  | –  | 59 | 42 | - UK: platyna - AUS: 5× platyna - CAN: złoto - ITA: złoto - NZL: platyna - USA: platyna                                                                         | +                                                               |
| 2012                                                     | „Drunk”                                                    | 9  | 9  | –  | –  | –  | –  | –  | –  | –  | –   | –  | 7  | –  | –  | – | 23 | –  | –  | –  | –  | - UK: złoto - AUS: 2× platyna - NZL: złoto | +                                                               |
| 2012                                                     | „Small Bump”                                               | 25 | 14 | –  | –  | –  | –  | –  | –  | –  | –   | –  | 17 | –  | –  | – | 11 | –  | –  | –  | –  | - UK: platyna - AUS: platyna - NZL: złoto | +                                                               |
| 2012                                                     | „Give Me Love”                                             | 18 | 9  | 68 | 38 | –  | 94 | –  | –  | –  | –   | 71 | 10 | –  | 41 | – | 12 | –  | –  | –  | –  | - UK: srebro - AUS: 2× platyna - CAN: platyna - NZL: platyna - USA: złoto                                                                                       | +                                                               |
| 2013                                                     | „I See Fire”                                               | 13 | 10 | 2  | 6  | 50 | 21 | 3  | 47 | 5  | 72  | 2  | 8  | –  | 10 | 1 | 1  | 2  | 1  | 2  | –  | - UK: złoto - AUS: 2× platyna - AUT: platyna - BEL: złoto - ITA: platyna - NZL: 4× platyna - SWE: 4× platyna                                                    | The Hobbit: The Desolation of Smaug                             |
| 2014                                                     | „Sing”                                                     | 1  | 1  | 11 | 26 | 19 | 4  | 15 | 24 | 17 | 5   | 7  | 1  | 2  | 12 | – | 1  | 18 | 22 | 7  | 13 | - UK: platyna - AUS: 2× platyna - CAN: 2× platyna - GER: złoto - ITA: 2× platyna - NZL: platyna - SWE: platyna - SWI: platyna - USA: platyna                    | ×                                                               |
| 2014                                                     | „Don’t”                                                    | 8  | 4  | 30 | 43 | 48 | 7  | 8  | 43 | 17 | 41  | 17 | 11 | –  | 20 | – | 6  | 15 | 22 | 7  | 9  | - UK: platyna - AUS: 2× platyna - CAN: 2× platyna - GER: złoto - ITA: 2× platyna - NZL: platyna - SWE: platyna - SWI: platyna                                   | ×                                                               |
| 2014                                                     | „Thinking Out Loud”                                        | 1  | 1  | 2  | 6  | 8  | 2  | 1  | 2  | 8  | 4   | 6  | 1  | 3  | 1  | 4 | 1  | 4  | 2  | 3  | 2  | - UK: 2× platyna - AUS: 6× platyna - BEL: złoto - CAN: 5× platyna - GER: złoto - ITA: 2× platyna - NZL: 4× platyna - SWE: platyna - SWI: złoto                  | ×                                                               |
| 2014                                                     | „Make It Rain”                                             | 38 | 26 | –  | –  | –  | 27 | –  | –  | –  | 103 | –  | 58 | –  | –  | – | 23 | –  | –  | –  | 34 | | Sons of Anarchy                                                 |
| 2015                                                     | „Bloodstream”                                              | 2  | 7  | –  | 48 | 47 | 60 | 7  | 42 | –  | 39  | –  | 13 | –  | 44 | – | 2  | –  | –  | –  | –  | - UK: złoto - AUS: platyna - NZL: platyna | ×                                                               |
| 2015                                                     | „Photograph”                                               | 34 | 9  | 33 | –  | –  | 23 | 8  | 45 | –  | 53  | 39 | 22 | –  | 30 | – | 10 | –  | 54 | 57 | 41 | - UK: platyna - CAN: 3× platyna - NZL: złoto - POL: platyna | ×                                                               |
| 2017                                                     | „Castle on the Hill”                                       | 2  | 2  | 2  | 2  | 25 | 2  | 2  | 2  | 4  | 3   | 2  | 2  | 3  | 2  | 3 | 2  | 37 | 2  | 2  | 6  | - UK: platyna - AUS: platyna - BEL: złoto - CAN: platyna - ITA: platyna - NZL: platyna - POL: diament - USA: złoto                                              | ÷                                                               |
| 2017                                                     | „Shape of You”                                             | 1  | 1  | 1  | 1  | 1  | 1  | 1  | 1  | 1  | 1   | 1  | 1  | 1  | 1  | 1 | 1  | 1  | 1  | 1  | 1  | - UK: 2× platyna - AUS: 2× platyna - BEL: platyna - CAN: 5× platyna - ITA: 3× platyna - NZL: 2× platyna - POL: 5× diament - USA: 2× platyna                     | ÷                                                               |
| 2017                                                     | „Galway Girl”                                              | 2  | 7  | 8  | –  | –  | 16 | 5  | 37 | –  | 46  | 5  | 1  | 15 | 6  | 7 | 4  | –  | 8  | –  | 53 | - UK: srebro - POL: diament | ÷                                                               |
| 2017                                                     | „Perfect”                                                  |    |    |    |    |    |    |    |    |    |     |    |    |    |    |   |    |    |    |    |    | - POL: 4× diament | ÷                                                               |
| 2017                                                     | „Perfect Duet” (oraz Beyoncé)                              |    |    |    |    |    |    |    |    |    |     |    |    |    |    |   |    |    |    |    |    | - POL: platyna | Singel niealbumowy                                              |
| 2018                                                     | „Happier”                                                  |    |    |    |    |    |    |    |    |    |     |    |    |    |    |   |    |    |    |    |    | - POL: 4× platyna | ÷                                                               |
| 2019                                                     | „I Don’t Care” (z Justinem Bieberem)                       | 1  | 1  |    |    |    |    |    |    |    |     |    | 1  |    |    |   |    |    | 1  |    | 2  | - POL: diament | No.6 Collaborations Project                                     |
| 2019                                                     | „Cross Me” (z Chance The Rapperem i PnB Rockiem)           | 9  | 5  |    |    |    |    |    |    |    |     |    |    |    |    |   |    |    |    |    |    | - POL: platyna | No.6 Collaborations Project                                     |
| 2019                                                     | „Best Part of Me” (gośc. Yebba)                            |    |    |    |    |    |    |    |    |    |     |    |    |    |    |   |    |    |    |    |    | - POL: złoto | No.6 Collaborations Project                                     |
| 2019                                                     | „Antisocial” (oraz Travis Scott)                           |    |    |    |    |    |    |    |    |    |     |    |    |    |    |   |    |    |    |    |    | - POL: złoto | No.6 Collaborations Project                                     |
| 2019                                                     | „South of the Border” (gościnnie Camila Cabello i Cardi B) |    |    |    |    |    |    |    |    |    |     |    |    |    |    |   |    |    |    |    |    | - POL: złoto | No.6 Collaborations Project                                     |
| 2019                                                     | „Beautiful People” (gościnnie Khalid)                      |    |    |    |    |    |    |    |    |    |     |    |    |    |    |   |    |    |    |    |    | - POL: 3× platyna | No.6 Collaborations Project                                     |
| 2019                                                     | „Take Me Back to London” (gościnnie Stormzy)               |    |    |    |    |    |    |    |    |    |     |    |    |    |    |   |    |    |    |    |    | - POL: złoto | No.6 Collaborations Project                                     |
| 2020                                                     | „Afterglow”                                                |    |    |    |    |    |    |    |    |    |     |    |    |    |    |   |    |    |    |    |    | - POL: złoto | =                                                               |
| 2021                                                     | „Bad Habits”                                               |    |    |    |    |    |    |    |    |    |     |    |    |    |    |   |    |    |    |    |    | - POL: diament | =                                                               |
| 2021                                                     | „Shivers”                                                  |    |    |    |    |    |    |    |    |    |     |    |    |    |    |   |    |    |    |    |    | - POL: diament | =                                                               |
| 2021                                                     | „Overpass Graffiti”                                        |    |    |    |    |    |    |    |    |    |     |    |    |    |    |   |    |    |    |    |    | - POL: platyna | =                                                               |
| 2021                                                     | „Merry Christmas” (oraz Elton John)                        |    |    |    |    |    |    |    |    |    |     |    |    |    |    |   |    |    |    |    |    | - POL: platyna | = (Christmas Edition) The Lockdown Sessions (Christmas Edition) |
| 2022                                                     | „2step” (gościnnie Lil Baby)                               |    |    |    |    |    |    |    |    |    |     |    |    |    |    |   |    |    |    |    |    | - POL: złoto | =                                                               |
| 2023                                                     | „Eyes Closed”                                              |    |    |    |    |    |    |    |    |    |     |    |    |    |    |   |    |    |    |    |    | - POL: platyna | -                                                               |
| „–” oznacza, że singel nie był notowany na danej liście. |                                                            |    |    |    |    |    |    |    |    |    |     |    |    |    |    |   |    |    |    |    |    | |                                                                 |

### Z gościnnym udziałem
| Rok                                                      | Tytuł | Najwyższe pozycje na listach | Najwyższe pozycje na listach | Najwyższe pozycje na listach | Najwyższe pozycje na listach | Najwyższe pozycje na listach | Najwyższe pozycje na listach | Najwyższe pozycje na listach | Najwyższe pozycje na listach | Najwyższe pozycje na listach | Najwyższe pozycje na listach | Najwyższe pozycje na listach | Najwyższe pozycje na listach | Najwyższe pozycje na listach | Najwyższe pozycje na listach | Najwyższe pozycje na listach | Najwyższe pozycje na listach | Najwyższe pozycje na listach | Certyfikat | Album                       |
| Rok                                                      | Tytuł | UK                           | AUS                          | AUT                          | BEL (FL)                     | BEL (WAL)                    | CAN                          | DEN                          | ESP                          | FRA                          | GER                          | IRL                          | ITA                          | NLD                          | NZ                           | POL                          | SWI                          | USA                          | Certyfikat | Album                       |
| -------------------------------------------------------- | --- | ---------------------------- | ---------------------------- | ---------------------------- | ---------------------------- | ---------------------------- | ---------------------------- | ---------------------------- | ---------------------------- | ---------------------------- | ---------------------------- | ---------------------------- | ---------------------------- | ---------------------------- | ---------------------------- | ---------------------------- | ---------------------------- | ---------------------------- | --- | --------------------------- |
| 2011                                                     | „If I Could” (Wiley)                                                                                      | –                            | –                            | –                            | –                            | –                            | –                            | –                            | –                            | –                            | –                            | –                            | –                            | –                            | –                            | –                            | –                            | –                            | | Chill Out Zone              |
| 2011                                                     | „Young Guns” (Lewi White feat. Yasmin, Griminal, Devlin)                                                  | 86                           | –                            | –                            | –                            | –                            | –                            | –                            | –                            | –                            | –                            | –                            | –                            | –                            | –                            | –                            | –                            | –                            | | –                           |
| 2011                                                     | „Teardrop” (The Collective)                                                                               | 24                           | –                            | –                            | –                            | –                            | –                            | –                            | –                            | –                            | –                            | –                            | –                            | –                            | –                            | –                            | –                            | –                            | | –                           |
| 2012                                                     | „Hush Little Baby” (Wretch 32)                                                                            | 35                           | –                            | –                            | –                            | –                            | –                            | –                            | –                            | –                            | –                            | –                            | –                            | –                            | –                            | –                            | –                            | –                            | | Black and White             |
| 2012                                                     | „Dreamers” (Rizzle Kicks feat. Pharoahe Monch, Hines, Professor Green, Dappy, Foreign Beggars, Chali 2na) | –                            | –                            | –                            | –                            | –                            | –                            | –                            | –                            | –                            | –                            | –                            | –                            | –                            | –                            | –                            | –                            | –                            | | Stereo Typical              |
| 2012                                                     | „Watchtower” (Devlin)                                                                                     | 7                            | –                            | –                            | –                            | –                            | –                            | –                            | –                            | –                            | –                            | –                            | –                            | 74                           | –                            | –                            | –                            | –                            | | A Moving Picture            |
| 2012                                                     | „Wish You Were Here” (Richard Jones feat. Nick Mason, Mike Rutherford, David Arnold)                      | 34                           | –                            | –                            | –                            | –                            | –                            | –                            | –                            | –                            | –                            | 59                           | –                            | –                            | –                            | –                            | –                            | –                            | | A Symphony of British Music |
| 2013                                                     | „Everything Has Changed” (Taylor Swift)                                                                   | 7                            | 28                           | –                            | –                            | –                            | 28                           | –                            | –                            | –                            | –                            | 5                            | –                            | –                            | 22                           | –                            | –                            | 32                           | - AUS: platyna - NZ: złoto - USA: platyna | Red                         |
| 2013                                                     | „Old School Love” (Lupe Fiasco)                                                                           | –                            | 23                           | –                            | –                            | –                            | 100                          | –                            | –                            | –                            | –                            | –                            | –                            | –                            | 17                           | –                            | –                            | 93                           | - AUS: złoto | Tetsuo & Youth              |
| 2014                                                     | „Do They Know It’s Christmas?” (jako Band Aid 30)                                                         | 1                            | 3                            | 5                            | 1                            | 3                            | 8                            | 35                           | 1                            | 25                           | 2                            | 1                            | 11                           | 4                            | 2                            | –                            | 5                            | 63                           | - UK: złoto | –                           |
| 2014                                                     | „All About It” (Hoodie Allen)                                                                             | –                            | –                            | 10                           | –                            | –                            | –                            | –                            | –                            | –                            | 9                            | –                            | –                            | –                            | 30                           | –                            | 34                           | 71                           | | People Keep Talking         |
| 2015                                                     | „Lay It All on Me” (Rudimental)                                                                           | 12                           | 7                            | 47                           | 24                           | 13                           | 26                           | –                            | –                            | –                            | 31                           | 5                            | 17                           | 43                           | 5                            | 20                           | 17                           | 48                           | - AUS: 2x platyna - CAN: platyna - DAN: platyna - NZL: 2x platyna - UK: platyna - USA: złoto - POL: złoto                                                                                                   | We the Generation           |
| 2015                                                     | „Reuf” (Nekfeu)                                                                                           | –                            | –                            | –                            | –                            | –                            | –                            | –                            | –                            | 72                           | –                            | –                            | –                            | –                            | –                            | –                            | –                            | –                            | | Feu                         |
| 2017                                                     | „Boa Mef” (Fuse ODG)                                                                                      | 52                           | –                            | –                            | –                            | –                            | –                            | –                            | –                            | –                            | –                            | –                            | –                            | –                            | 4                            | –                            | –                            | –                            | | African Nation              |
| 2017                                                     | „End Game” (Taylor Swift)                                                                                 | 49                           | 36                           | –                            | 8                            | 19                           | 11                           | –                            | –                            | –                            | –                            | 68                           | –                            | –                            | 2                            | 53                           | –                            | 18                           | - AUS: złoto - CAN: złoto | Reputation                  |
| 2017                                                     | „River” (Eminem)                                                                                          | 1                            | 2                            | 1                            | 12                           | 15                           | 3                            | 3                            | 45                           | 23                           | 3                            | 2                            | 8                            | 3                            | 3                            | 4                            | 1                            | 5                            | - AUS: platyna - AUT: platyna - BEL: platyna - CAN: platyna - DAN: platyna - FRA: złoto - GER: złoto - ITL: złoto - NZL: platyna - NOR: platyna - POL: platyna - POR: złoto - SZW: 2x platyna - UK: platyna | Revival                     |
| 2019                                                     | „Amo Soltanto Te / This Is the Only Time” (Andrea Bocelli)                                                | –                            | –                            | –                            | –                            | –                            | –                            | –                            | –                            | –                            | –                            | –                            | –                            | –                            | –                            | –                            | –                            | –                            | | Si                          |
| 2022                                                     | „Bam Bam” (Camila Cabello)                                                                                |                              |                              |                              |                              |                              |                              |                              |                              |                              |                              |                              |                              |                              |                              |                              |                              |                              | - POL: 2× platynowa płyta | Familia                     |
| „–” oznacza, że singel nie był notowany na danej liście. | |                              |                              |                              |                              |                              |                              |                              |                              |                              |                              |                              |                              |                              |                              |                              |                              |                              | |                             |

### Single promocyjne
| 2014                                                     | „One”                                                  | 18 | 72 | 45 | –  | –  | 32 | –  | –  | 121 | 79 | 54 | 97 | 87 | - UK: złoto    | ×                          |
| 2014                                                     | „Afire Love”                                           | 59 | –  | –  | 46 | 44 | 41 | 5  | 40 | 37  | –  | 82 | 38 | 37 |                | ×                          |
| 2014                                                     | „The Man”                                              | 82 | –  | –  | –  | –  | –  | 9  | 50 | 49  | –  | 80 | 56 | –  |                | ×                          |
| 2015                                                     | „Growing Up (Sloane’s Song)” (Macklemore & Ryan Lewis) | –  | –  | –  | –  | –  | –  | –  | –  | –   | –  | –  | –  | –  |                | This Unruly Mess I’ve Made |
| 2017                                                     | „How Would You Feel (Paean)”                           | 2  | 2  | 25 | –  | –  | 19 | 18 | 17 | 84  | 27 | 5  | 10 | 41 | - POL: platyna | ÷                          |
| 2017                                                     | „Supermarket Flowers”                                  |    |    |    |    |    |    |    |    |     |    |    |    |    | - POL: platyna | ÷                          |
| „–” oznacza, że singel nie był notowany na danej liście. |                                                        |    |    |    |    |    |    |    |    |     |    |    |    |    |                |                            |

## Teledyski

### Jako główny artysta
| Rok  | Singel                                            | Reżyser         |
| ---- | ------------------------------------------------- | --------------- |
| 2006 | „Open Your Ears”                                  | –               |
| 2007 | „Last Night”                                      | –               |
| 2009 | „Let it Out”                                      | Sylvie Varnier  |
| 2010 | „The A Team”                                      | Ruskin Kyle     |
| 2011 | „You Need Me, I Don’t Need You”                   | Emil Nava       |
| 2011 | „Lego House”                                      | Emil Nava       |
| 2012 | „Drunk”                                           | Saman Kesh      |
| 2012 | „Small Bump”                                      | Emil Nava       |
| 2012 | „Give Me Love”                                    | Emil Nava       |
| 2012 | „Give Me Love” (Live at Electric Picnic Festival) | Simon O’Neill   |
| 2013 | „I See Fire”                                      | –               |
| 2014 | „One”                                             | –               |
| 2014 | „All of the Stars”                                | DJay Brawner    |
| 2014 | „Sing”                                            | Emil Nava       |
| 2014 | „Don’t”                                           | Emil Nava       |
| 2014 | „Thinking Out Loud”                               | Emil Nava       |
| 2015 | „Bloodstream” (wraz z Rudimental)                 | Emil Nava       |
| 2015 | „Photograph”                                      | Emil Nava       |
| 2017 | „Castle on the Hill”                              | George Belfield |
| 2017 | „Shape of You”                                    | Jason Koenig    |
| 2017 | „Galway Girl”                                     | Jason Koenig    |
| 2017 | „Bibia Be Ye Ye”                                  | Gyo Gyimah      |
| 2017 | „Perfect”                                         | Jason Koenig    |
| 2017 | „Perfect” (z Andrea Bocelli)                      | –               |
| 2018 | „Happier”                                         | –               |
| 2019 | „I Don’t Care”                                    | –               |

### Z gościnnym udziałem
| Rok  | Tytuł                          | Artyści                              | Reżyser              |
| ---- | ------------------------------ | ------------------------------------ | -------------------- |
| 2011 | „Young Guns”                   | Lewi White, Yasmin, Griminal, Devlin | Carly Cussen         |
| 2011 | „Home”                         | Fugative, Sway                       | –                    |
| 2011 | „Teardrop”                     | The Collective                       | Vertex, Ben Leinster |
| 2012 | „Suits”                        | Kasha Rae                            | Dale Hooker          |
| 2012 | „Hush Little Baby”             | Wretch 32                            | –                    |
| 2012 | „Watchtower”                   | Devlin                               | Corin Hardy          |
| 2013 | „Everything Has Changed”       | Taylor Swift                         | Philip Andelman      |
| 2013 | „Old School Love”              | Lupe Fiasco                          | Coodie & Chike       |
| 2014 | „All About It”                 | Hoodie Allen                         | Jackson Adams        |
| 2014 | „Do They Know It’s Christmas?” | Band Aid 30                          | Andy Morahan         |
| 2015 | „Lay It All On Me”             | Rudimental                           | Emil Nava            |
| 2017 | „Boa Me”                       | Fuse ODG, Mugeez                     | Saieed Alam          |
| 2018 | „End Game”                     | Taylor Swift, Future                 | Joseph Kahn          |
| 2018 | „River”                        | Eminem                               | Emil Nava            |
| 2018 | „Freaky Friday”                | Lil Dicky, Chris Brown               | Tony Yacenda         |
| 2018 | „Because”                      | Boyzone                              |                      |